# Cadillac Escala
La Cadillac Escala è una concept car realizzata nel 2016 dalla casa automobilistica statunitense Cadillac.

## Profilo e contesto
L'auto fu esposta per la prima volta al Concorso d'Eleganza di Pebble Beach ad agosto 2016. L'Escala è stata annunciata per la prima volta tramite un trailer video il 15 agosto 2016. Il nome, annunciato il giorno precedente al debutto pubblico, deriva dall'omonima parola spagnola.
Ultima di una triade di concept car concepite inizialmente nel 2007, preceduta dalla Cadillac Ciel e dalla Cadillac Elmiraj, che avevano debuttato rispettivamente nel 2011 e nel 2013, l'Escala ha anticipato il design delle successive Cadillac.
La vettura sarebbe dovuta andare in produzione con il nome di Cadillac CT8 nel 2021, come berlina ammiraglia e più grande della Cadillac CT6, ma il progetto fu cancellato dalla General Motors. I documenti e i brevetti depositati dalla GM indicavano la possibile realizzazione anche di una versione coupé della CT8.

## Caratteristiche tecniche
La vettura è alimentata da un nuovo motore Cadillac V8 biturbo con doppio albero a camme in testa da 4,2 litri  che genera 500 cavalli, che successivamente è stato montato sulla versione più potente della CT6. Il motore utilizza il sistema di disattivazione dei cilindri Active Fuel Management di General Motors, che consente al motore di funzionare con solo quattro cilindri per una migliore efficienza e un minor consumo di carburante. L'auto condivide la piattaforma Omega a trazione posteriore con la CT6, sebbene sia stata maggiorata in lunghezza rispetto a quest'ultima.